# 原田大樹
原田 大樹（はらだ ひろき、1977年 - ）は、日本の法学者（行政法）。博士（法学）（2005年）。京都大学教授。

## 略歴
- 1996年3月 福岡県立東筑高等学校卒業
- 2000年3月 九州大学法学部卒業
- 2002年3月 九州大学大学院法学府公法・社会法学専攻修士課程修了
- 2005年3月 九州大学大学院法学府公法・社会法学専攻博士後期課程修了、博士（法学）
- 2007年4月 九州大学大学院法学研究院准教授
- 2006年4月 九州大学大学院法学研究院公法・社会法学部門公法学講座助教授
- 2007年4月 九州大学大学院法学研究院公法・社会法学部門公法学講座准教授
- 2013年4月 京都大学大学院法学研究科准教授
- 2014年4月 京都大学大学院法学研究科教授
- 2023年9月 内閣府消費者委員会委員[1]

## 所属学会
- 日本公法学会

## 著作

### 単著
- 『自主規制の公法学的研究』（有斐閣・2007年）
- 『例解 行政法』（東京大学出版会・2013年）
- 『演習 行政法』（東京大学出版会・2014年）
- 『公共制度設計の基礎理論』（弘文堂・2014年）
- 『行政法学と主要参照領域』（東京大学出版会・2015年)
- 『現代実定法入門――人と法と社会をつなぐ』（弘文堂・2017年、第2版2020年、第3版2023年）
- 『グラフィック行政法入門』（新世社・2017年）
- 『判例で学ぶ法学 行政法』（新世社・2020年）
- 『公共紛争解決の基礎理論』（弘文堂・2021年）
- 『ファーストステップ 演習 行政法』（東京大学出版会・2023年）
- 『公共部門法の組織と手続』（東京大学出版会・2024年）